# 费利克斯·托雷斯
费利克斯·托雷斯（西班牙語：Félix Torres，1997年1月11日—），厄瓜多尔男子足球运动员，司职后卫。現效力於巴西足球甲級聯賽球隊哥連泰斯。厄瓜多爾國家足球隊成員。他曾代表厄瓜多尔国家队参加2021年美洲國家盃和2022年国际足联世界杯。

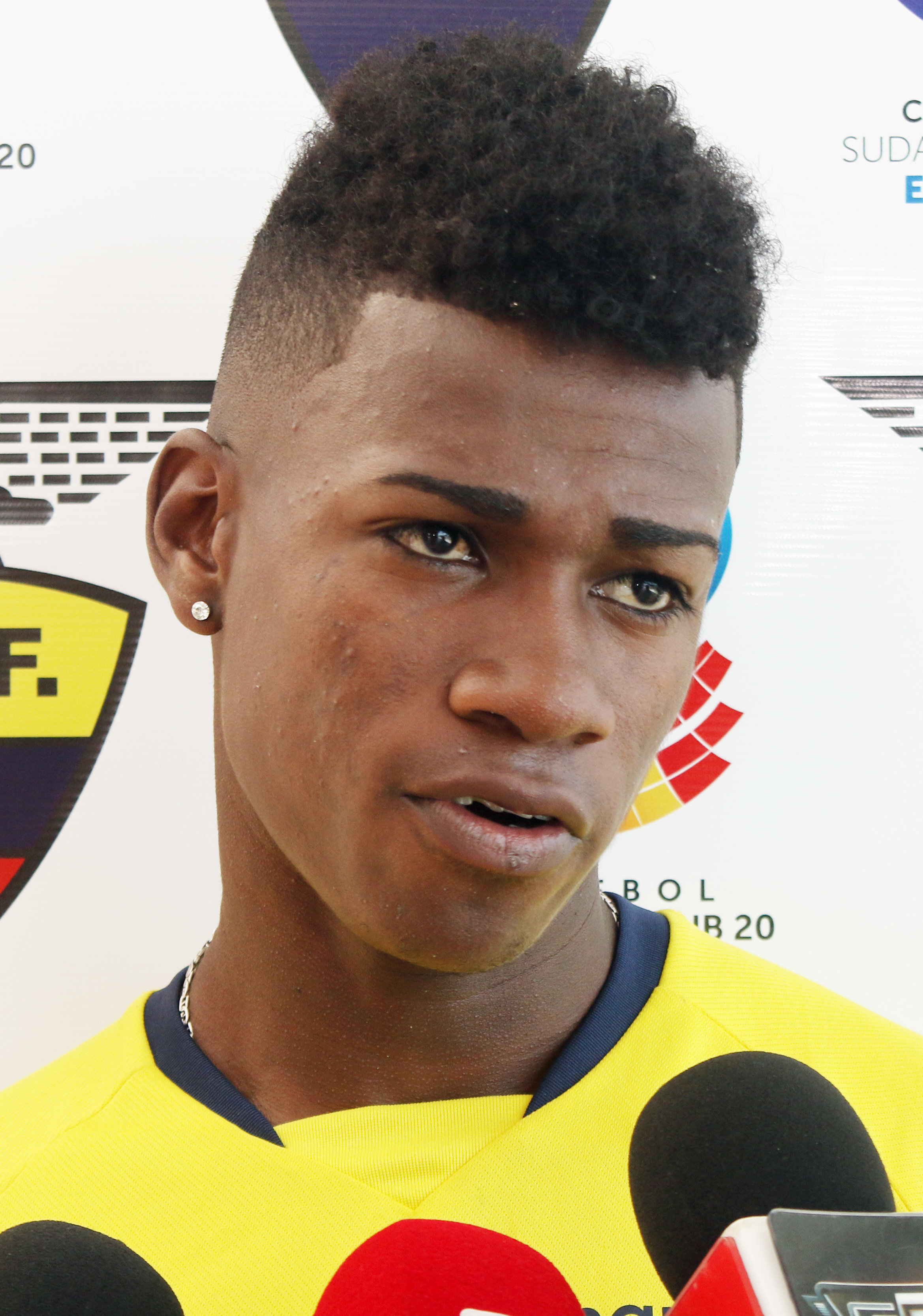
2017年